# Front ciepły

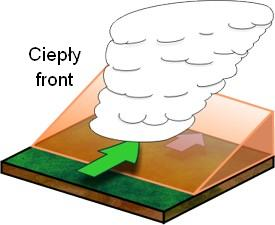
Ciepły front atmosferyczny

Front ciepły – jeden z trzech rodzajów frontów atmosferycznych. Występuje wówczas, gdy ciepła masa powietrza odsuwa masę chłodną.

## Masy powietrza na froncie ciepłym
Ponieważ powietrze ciepłe jest rzadsze od chłodnego, „pełznie” po nim w górę zużywając na to znaczną część swojej energii, niewiele jej zostaje na samo przesuwanie się frontu, dlatego ruch frontu ciepłego jest znacznie wolniejszy niż ruch samej ciepłej masy powietrza. Powierzchnia frontowa jest pochylona pod małym kątem w stosunku do powierzchni ziemi, a geograficznie powierzchnia taka może rozciągać się pasem o szerokości nawet do 1000 km. Wszelkie zjawiska pogodowe związane z przechodzeniem frontu ciepłego zachodzą na dużym obszarze geograficznym.

## Zwiastuny frontu i sytuacja w atmosferze po przejściu frontu ciepłego
Przed nadejściem frontu ciepłego znajdujemy się w chłodnej masie powietrza. Pierwszą oznaką zbliżania się frontu ciepłego jest pojawienie się wysokich chmur Cirrus, które z czasem gęstnieją i przechodzą w jednorodną zasłonę chmur Cirrostratus. Wówczas linia frontu znajduje się w odległości ok. 900 km. Z biegiem czasu zachmurzenie gęstnieje, aż do braku widoczności tarczy słonecznej. Dotychczas występujące chmury kłębiaste charakterystyczne dla masy powietrza chłodnego powoli stają się coraz mniejsze, aż w odległości ok. 500 km od linii frontu zanikają. Chmury Cirrostratus ustępują gęstszym Altostratus i deszczowym Nimbostratus, z których w odległości ok. 350 km od linii frontu zaczyna padać mżawka, która przechodzi stopniowo w trwały, jednostajny opad z chmury Nimbostratus.
Ponieważ prędkość przemieszczania się frontu ciepłego nie przekracza 100 km/dobę, opad ten utrzymuje się przez ok. 3 dni. W okolicach linii frontu przestaje padać, a napływające już przy ziemi powietrze ciepłe powoduje wytrącanie się mgieł adwekcyjnych. Od tego momentu pogoda jest już typowa dla ciepłej masy powietrza, a więc słaby wiatr, małe wahania dobowe temperatury, brak pionowych ruchów powietrza, zachmurzenie typu warstwowego.

## Oznaczenie na mapach

front ciepły

Na mapach synoptycznych front ciepły oznacza się czerwoną linią z półkolami.